# Plan de Paz y Guerra
El Plan de Paz y Guerra fue un documento a manera de propuesta política elaborado por el insurgente mexicano José María Cos, fechado el 16 de marzo de 1812 en Sultepec (hoy en el Estado de México); y que fue dirigido al entonces virrey de la Nueva España Francisco Xavier Venegas para tratar de negociar la obtención de Independencia de México mediante concertaciones y reconocimientos políticos evitando la lucha armada (Plan de Paz) o, en su defecto, establecer las reglas de combate para evitar una crueldad excesiva entre españoles y americanos (Plan de Guerra).

## Historia
Expulsada la Suprema Junta Nacional Americana de Zitácuaro, Michoacán, en enero de 1812 por el realista Félix Calleja, los integrantes de la misma decidieron distribuirse en el territorio mexicano para seguir la lucha desde la provincia encomendada. Rayón tomó rumbo a Sultepec, hacia marzo de 1812, a donde le acompañó José María Cos con el carácter de vicario castrense.
Ya desde Zitácuaro, los insurgentes vieron la necesidad de difundir sus ideas para justificar la lucha armada, por lo que con grandes dificultades se hicieron de una imprenta de madera, a la que el doctor Cos dotó de caracteres tipográficos hechos del mismo material y tallados por él mismo. De esta manera imprimieron el periódico El Ilustrador Nacional. En esta misma prensa se crearía el Plan de Paz y Guerra.
El Plan fue aprobado por la junta y fue enviado al virrey junto con un manifiesto fechado el 16 de marzo de 1812, que iniciaba con las siguientes palabras:

«La nación americana a los europeos habitantes de este continente...»

El virrey Venegas, omitió toda contestación al oficio enviado por Cos, pero en contrapartida ordenó la quema pública del Plan y de todos los escritos provenientes de la Suprema Junta Nacional Americana, y el 7 de abril emitió un bando donde se prohibía la lectura de todos ellos ordenándo recoger las copias circulantes.

## Estructura
El documento consta de tres partes, la primera es el manifiesto que Cos acompañó a manera de oficio dirigido al virrey que obra como preámbulo; la segunda parte se encuentra titulada «Plan de Paz»; y la tercera parte es el «Plan de Guerra». Ambos planes tienen a su vez dos secciones cada uno, la primera tratando los «Principios» en los que se funda el correspondiente plan y una segunda que trata de las «Pretensiones» que de tales principios deduce el creador.

### Manifiesto
Se encuentra encabezado por la frase dedicatoria: «La nación americana a los europeos habitantes de este continente:», para luego comenzar llamando a los lectores «Hermanos, amigos y conciudadanos».
El cuerpo se trata de una exhortación al gobierno virreinal que, en primer lugar, quiere hacer ver lo indeseable de la guerra:

La guerra, este azote cruel, devastador de los reinos más florecientes, y manantial perpetuo de desdichas, no puede producirnos utilidad alguna, sea el que fuere el partido vencedor, á (sic) quien pasada la turbación no quedará otra cosa más que la maligna complacencia de su victoria; pero tendrá que llorar por muchos años pérdidas y males irreparables...
Plan de Paz y Guerra. Preámbulo.

No obstante, pese a ello, la lucha insurgente es necesaria y será difícil detenerla:

Porque desengañémonos, este no es un fenómeno instantáneo, un fuego fatuo de la duración de un minuto, ni un fermento que sólo ha inficionado alguna porción de la masa: toda la nación americana está conmovida, penetrada de sus derechos é impregnada del fuego sagrado del patriotismo, que, aunque solapado... producirá algún día una explosión espantosa.
Plan de Paz y Guerra. Preámbulo.

Tras un largo enumeramiento de las atrocidades causadas por el ejército realista en contra de inocentes y vencidos, así como de desenfrenos «con escandaloso quebrantemiento del derecho natural y positivo», Cos justifica el levantamiento en contra del gobierno virreinal por tratarse de una autoridad fatua e ilegítima, ya que sólo reconoce como tal, al depuesto Fernando VII:

Habéis tenido la temeridad de arrogaros la suprema potestad, y bajo el augusto nombre del rey mandar orgullosa y despóticamente sobre un pueblo libre que no conoce otro soberano que á Fernando VII.
Plan de Paz y Guerra. Preámbulo.

No obstante ello, el plan señala la posibilidad de una «reconciliación» atendiendo a la religión y humanidad, y al hecho de las grandes convergencias y familiariades que unen a americanos y españoles, proponiendo como solución a elegir el plan de paz o, en caso contrario, el de guerra.

y así, á nombre de nuestra común fraternidad y demás sagrados vínculos que nos unen, os pedimos encarecidamente que examinéis con atención é imparcialidad sabia y cristiana los planes de paz y guerra, fundados en principios evidentes de derecho público y natural, los cuales os proponemos á beneficio de la humanidad, para que eligiendo el que os agrade ceda siempre en utilidad de la nación.
Plan de Paz y Guerra. Preámbulo.

### Plan de Paz
La primera parte del Plan de Paz trata de los «Principios naturales y legales en que se funda» y consta de ocho artículos donde se exponen las justificaciones ideológicas y jurídicas de la autonomía americana, destacando los dos primeros artículos:

1. La soberanía reside en la masa de la nación. 
2. España y América son partes integrantes de la monarquía, sujetas al
rey, pero iguales entre sí y sin dependencia ó subordinación de una respecto de la otra.
Plan de Paz.

Los restantes artículos señalan el derecho de América constituir una corte por sí misma (punto 3), la ilegitimidad de los peninsulares ante la ausencia del rey y la nulidad de toda autoridad dimanada de dicha ilegitimidad (puntos 4 y 5), de ahí que la rebelión sea un derecho (punto 6) y no un delito, ya que no agravia al monarca sino a los «gachupines», sino muy por el contrario es derecho de América resguardar por sí misma los dominios a Fernando VII (puntos 7 y 8).
La segunda parte inicia: «De tan incontrastables principios se deducen estas justas pretensiones:» Entre los cuales destacan los individualizados con los números 1 y 4, por establecer la manera de llevar a cabo la independencia de América:

1. Que los europeos resignen el mando y la fuerza armada en un congreso nacional é (sic) independiente de España, representativo de Fernando VII, que afiance sus derechos en estos dominios.
[...]
4. Que declarada y sancionada la independencia se echen en olvido de una y otra parte todos los agravios y acontecimientos pasados, tomándose á este fin las providencias más activas, y todos los habitantes de este suelo, así criollos como europeos, constituyan indistintamente una nación de ciudadanos americanos vasallos de Fernando VII, empeñados en promover la felicidad pública.
Plan de Paz.

Los restantes principios otorgan garantías a los europeos que queden tras declarase la independencia, prometiéndoles la salvedad de sus vidas, posesiones, cargos, honores y la libertad de salir del territorio en cualquier momento.

### Plan de Guerra
Comienza de la misma manera que el anterior, con los «Principios indubitables en que se funda» constando de cinco puntos que enarbolan las causas por las que la guerra no debe ser excesivamente cruel, debido en primer lugar a la fraternidad que guardan los beligerantes (punto 1); que ambos bandos reconocen la autoridad de Fernando VII (punto 2); la guerra debe seguir los preceptos del derecho de gentes y de guerra (punto 3); el odio, rencor y venganza son opuestos a la moral cristiana (punto 4); en caso de optar por el combate, el mismo debe ser «menos opresivo a la humanidad demasiado afligida» (punto 5).
Las pretensiones deducidas, se encuentran resumidas en diez puntos que contienen reglas mínimas de humanidad y cordura que puedan guardarse en la guerra y la aplicación del derecho de gentes, pero además, algunos principios extras para el trato en contra de los insurgentes:

1. Que los prisioneros no sean tratados como reos de lesa majestad. 
2. Que á ninguno se sentencie á muerte ni se destierre por esta causa, sino que se mantengan todos en rehenes para su canje.
Plan de Guerra.

### Exhortación final
Termina Cos, con un mensaje final que comienza con el mismo tono familiar con que el inició el manifiesto: 

Ved aquí, hermanos y amigos nuestros, las proposiciones religiosas, fundadas en principios de equidad natural, que os
hacemos consternados de los males que afligen á la nación: en una mano os presentamos el ramo de olivo, y en otra la espada...
Plan de Paz y Guerra. Parte final.

Señala el documento como garantía de la buena voluntad de los insurgentes para evitar la guerra, y como justificación moral e histórica de su actuar:

Si al presente que os hablamos por última vez, después de haberlo procurado infinitas, rehusáis admitir alguno de nuestros
planes, nos quedará la satisfacción de habéroslos propuesto en cumplimiento de los más sagrados deberes que no saben mirar con indiferencia los hombres de bien. De este modo quedaremos vindicados á la faz del orbe, y la posteridad no tendrá que echarnos en cara procedimientos irregulares.[...]
Plan de Paz y Guerra. Parte final.

El documento finaliza de manera fraterna en una frase pacifista:

Hermanos, amigos y conciudadanos, abracémonos y seamos felices, en vez de hacernos mutuamente desdichados.
Plan de Paz y Guerra. Parte final.

## Pensamiento
El Plan de Paz y Guerra se encuentra dentro de un marco de pensamiento que expresa las concepciones políticas de la clase media "letrada" de Nueva España. Que ya se sostenían en las tesis de la Junta de México en 1808 y que terminó con la destitución de Iturrigaray.
No obstante, las tesis contenidas el Plan no se radicalizan hacia posturas "modernas" que se identificaban con el liberalismo europeo francés y gaditano. Por el contrario, su tendencia era de corte más "tradicional" que defendía la autoridad de Fernando VII y proponía la creación de un gobierno conformado por representantes del pueblo que protegieran sus intereses en su ausencia.
Hidalgo en su momento comenzó con esta postura pero comenzó a declinar para dar cabida a exigencias populares. Sin embargo al ser apresado, Rayón intentó volver a encauzar hacia estas tesis al crear la Junta de Zitácuaro, en la que comienzan a participar "intelectuales", letrados criollos que dieron el sesgo "ilustrado" al movimiento. Tal es el caso de José María Cos, hombre de letras, presbítero y doctor en teología.
De esta manera el Plan de Paz y Guerra basa los principios de la insurrección en la ausencia e incapacidad moral del soberano, al que no busca deponer sino crear un gobierno provisional y autónomo: De ahí las manifestaciones en el Plan de Paz de la soberanía residente en la «masa de la nación» en su primer artículo y de España y América como integrantes de la corona en igualdan de condiciones, en el segundo y la por demás clara mención en el Plan de Guerra:

2. Los dos partidos beligerantes reconocen á Fernando VII; los americanos han dado de esto pruebas evidentes, jurándolo y proclamándolo en todas partes, llevando su retrato por divisa, invocando su augusto nombre en sus títulos y providencias y estampándolo en sus monedas y dinero numerario; en este supuesto estriba el entusiasmo de todos, y sobre este pie ha caminado siempre el partido de la insurrección.
Plan de Guerra

Con Morelos y la Constitución de Apatzingán de 1814 el movimiento se delinearía hacia la total emancipación y absoluta independencia de México.